# Odontophlugis
Odontophlugis is een geslacht van rechtvleugeligen uit de familie sabelsprinkhanen (Tettigoniidae). De wetenschappelijke naam van dit geslacht is voor het eerst geldig gepubliceerd in 1998 door Gorochov.

## Soorten
Het geslacht Odontophlugis omvat de volgende soorten:
- Odontophlugis bimaculata Nickle, 2003
- Odontophlugis bimaculoides Nickle, 2003
- Odontophlugis maculata Nickle, 2003
- Odontophlugis pehlkei Kästner, 1932
- Odontophlugis ucayali Gorochov, 2012